# História das Crianças no Brasil

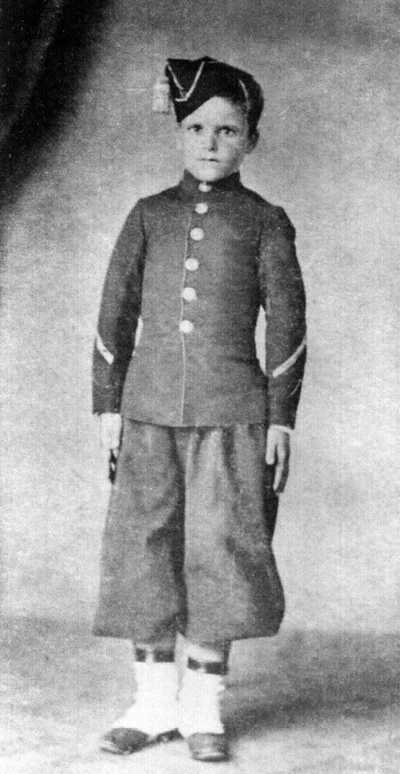
Soldado que lutou na Guerra do Paraguai

História das crianças no Brasil é um livro que trata das   particularidades das crianças comuns que fazem parte da História do Brasil desde antes do descobrimento. Organizado por Mary Lucy Murray Del Priore, professora e pesquisadora da USP, foi publicado inicialmente em 1991 pela Editora Contexto, segunda edição em 1999, agraciado com o Prêmio Casa Grande & Senzala da Fundação Joaquim Nabuco no ano de 2000.

## Resumo
O livro tem como base a chamada Nova História, tendência iniciada na década de 1980 por historiadores que dirigiram suas pesquisas para dar voz aos silenciados: crianças, mulheres e vítimas de preconceito.
A autora cita ainda Gilberto Freire, que em seu livro Em Tempo Morto, Outros Tempos diz que desejou escrever um livro chamado A História do Menino Brasileiro, onde contaria a passagem da infância à vida adulta sem ter adolescência.
A obra é composta por uma Introdução e 9 capítulos, cujos títulos e autores são os seguintes:
1. O Papel Branco, a Infancia e os Jesuítas na Colônia - Mary Del Priore
2. O Senado da Camara e as Crianças Expostas - Laura de Mello e Souza
3. Pedofilia e Pederastia no Brasil Antigo - Luiz Mott
4. Abandono de Crianças Negras no Rio de Janeiro - Lana Lage da Gama Lima/Renato Pinto Venancio
5. O Filho da Escrava - Kátia de Queirós Mattoso
6. O óbvio e o Contraditório da Roda - Miriam Lifchitz Moreira Leite
7. Infancia Operária e Acidente do Trabalho em São Paulo - Esmeralda Blanco Bolsonaro de Moura
8. A Origem do Conceito Menor - Fernando Torres Londono
9. O Menor no Brasil Republicano - Edson Passetti

### Fases da infância
O livro relata que durante muito tempo o papel da criança na história foi negligenciado. Era incerta a sobrevivência, pela falta de cuidados e tecnologia e pelos altos índices de natalidade. A alta taxa de mortalidade aliada às crenças religiosas de que era mais um anjo no céu levava a que se considerassem as crianças como adultos de tamanho reduzido.

A verdade é que perder um filho pequeno nunca foi, para a família patriarcal, a mesma dor profunda que para uma família de hoje. O anjo ia para o céu. Para junto de Nosso Senhor, insaciável em cercar-se de anjos (Gilberto Freire, Casa-Grande & Senzala).
São revelas também duas outras características gerais da infância dessa época antiga: a alta taxa de ilegitimidade e o trabalho precoce. Divide ainda a população infantil segundo sua origem social, entre originários da elite, das famílias escravas e dos índios, as três classes mais representadas então.

### As crianças da elite
Depois do descobrimento do Brasil, chegaram as primeiras famílias colonizadoras e com elas vieram as crianças portuguesas, de diferentes classes sociais: a classe mais alta, formada  pelos nobres da corte e as famílias mais simples, mas que também possuíam algum poder social. Nessas classes, além da mãe, do pai e dos filhos, havia uma variedade de coadjuvantes como os professores particulares, as aias, as amas, as babás, as criadas etc.
Um dado marcante era que quanto mais alta fosse a classe social dos pais, mais distantes estavam eles dos filhos. A amamentação era considerada uma tarefa exaustiva para a mãe. Anúncios de oferecimento de amas-de-leite eram publicadas nos jornais, onde estavam incluídas outras informações, como a idade da ama e o período de lactação, ou seja, o tempo que ela poderia amamentar.
Programadas para manter a exclusão social, ao chegar a certa idade eram afastadas de mucamas e amigos de infância filhos de escravos e enviados a estudar fora.

### Índios
As crianças índias eram chamadas de "curumins" e, desde cedo, já ajudavam os pais no plantio, na colheita, na caça e pesca etc.
As mães indias tinham um cuidado especial com a higiene, banhando as crianças várias vezes ao dia. Nas aldeias e agrupamentos índigenas, antes do descobrimento do Brasil e do povoamento das terras brasileiras, as crianças já se divertiam e tinha um papel nas aldeias. Quando completavam quatro ou cinco anos aprendiam a caçar, a andar pela floresta, a pescar e a fazer seus próprios brinquedos.
Os meninos ficavam com as tarefas mais difíceis e de maior responsabilidade e as meninas aprendiam com as mães a tecer redes, limpar as ocas, a plantar e a colher, mas também aprendiam a sustentar a família, como os meninos.
Depois do descobrimento muitos índios foram  escravizados; filhos de escravos eram vendidos ou  iam trabalhar em casas de barões.

### As  crianças filhas de escravos negros
A partir dos sete anos, as crianças dos escravos já podiam ser separados dos pais e vendidas para trabalhar para outras famílias. Às vezes os nobres compravam os escravos crianças com a finalidade de proporcionar uma distração para os filhos, para serem companheiros nas brincadeiras. Maus tratos eram freqüentes.
As crianças costumavam acompanhar a mãe no trabalho no campo e já ajudavam a plantar e colher desde pequenas. Um dado pouco conhecido é que cerca de vinte por cento dos transportados em navios de tráfico eram crianças, preferidos por ocuparem menos espaço e comerem menos. Eram capturadas nas ruas da África ou ainda compradas aos pais por preço vil.

### A Lei do Ventre Livre
A Lei do Ventre Livre foi uma lei assinada em 1871 e que tornou livres as crianças filhas de mães escravas, mais somente até a idade infantil terminar , pois quando elas eram jovens eram vendidas e compradas pelos donos de fazendas e pela família Real.
"Art.  1° - Os filhos de mulher escrava que nascerem no Império desde a data dessa lei serão consideradas de condições livre."
Vários artifícios na lei permitiam que os senhores não perdessem seus trabalhadores, aumentando o índice de mortalidade infantil, pois o descaso com os recém nascidos por parte dos senhores era grande.

### Os Voluntários da Pátria
Grande parte do contingente forçado que lutou na Guerra do Paraguai eram crianças. A obtenção de voluntários consistia em fechar uma rua de movimento em uma determinada cidade e obrigar todos os aptos a se alistarem a ponta de baioneta. O fato de ser criança não era impedimento e muitas foram à guerra. Muitas crianças abandonadas que perambulavam pelas cidades também eram obrigadas por chefes de polícia a irem para a guerra. Por serem mais fáceis de repor, eram utilizadas em tarefas mais perigosas, como carregar pólvora e municiar canhões.

## Conclusão
Atualmente, num contexto demográfico muito diferente, a criança passou a ser valorizada pela sociedade e os historiadores passaram a dedicar um novo olhar à questão, embora a falta de dados dificulte muito a pesquisa.